# Seulline
Seulline è un comune francese di 1.343 abitanti situato nel dipartimento del Calvados nella regione della Normandia. Fu istituito il 1º gennaio 2016 a seguito della fusione di Coulvain e Saint-Georges-d'Aunay (che fa da capoluogo). Il 1º gennaio 2017 vi si aggregò anche La Bigne.

## Amministrazione
| Periodo | Periodo   | Primo cittadino | Partito                | Carica  | Note |
| ------- | --------- | --------------- | ---------------------- | ------- | ---- |
| 2016    | 2021      | Claude Hamelin  | indipendente di destra | Sindaco |      |
| 2021    | in carica | Sylvain Varenne | -                      | Sindaco |      |